# Айбунар
А́йбунар — доисторический рудник для добычи меди близ города Стара-Загора.
Айбунар или Мечи Кладенец находится на севере современной Болгарии, является одним из наиболее ранних свидетельств металлургии в Европе, датируется приблизительно IV тысячелетием до н. э. Рудник представляет собой в настоящее время ряд больших ям, некоторые из которых достигают диаметра 30 м и глубины 27 м. Было выявлено 11 древних выработок. Большая часть длиной по 15–20 м (самая длинная 100 м) и шириной до 10 м. Они вытянуты цепочкой на протяжении 1,5 км. Медь из Айбунара расходилась на север и северо-восток более, чем на 1000 км, а золото концентрировалось в руках местной знати. Помимо меди в руде присутствует свинец, золото, цинк.
Эта археологическая находка была открыта и исследована советско-болгарской археологической экспедицией в 1971–74 годах.
Проходка, в этом доисторическом руднике во времена его функционирования, осуществлялась роговыми кирками, медными кайлами, а сухое обогащение руд велось массивными каменными молотами. Все эти орудия найдены в карьерах. Предполагаемый объём добытой горной массы составил 20–30 тысяч тонн, а предположительная выплавка меди – до 700–1000 тонн. Видимо, по ритуальным соображениям,  по окончании основных работ, древние горняки засыпали отработанные карьеры «пустой» породой. Погребения шахтёров так же происходили внутрири карьеров. В  окрестностях Айбунара найдены поселения того времени гумельницкой культуры со множественными находками минералов, однако плавка производилась вдали от рудника.